# World Boxing Union
Die alte World Boxing Union (WBU) war eine in Upwell, Cambridgeshire, England ansässige Boxorganisation, die offizielle Kämpfe ausrichtete und die WBU-Weltmeisterschaftstitel im Profiboxen vergab. Sie wurde im Januar 1995 von ihrem Präsidenten, Jon W. Robinson, gegründet.
Die WBU hatte ihre goldene Zeit von 1996 bis 2006.
Wegen Komplikationen bewilligte die WBU im Jahre 2009 ihren letzten Titelkampf und wurde abgemeldet.
Am 4. Juli 2010 wurde die WBU von Torsten Knille in Coppenbrügge, Hameln, Deutschland, als Verein neu gegründet.

## Champions des alten Verbandes
Bedeutende Champions des alten Verbandes waren unter anderem:
- George Foreman 1996
- Vinny Pazienza 1996
- Corrie Sanders 1997–2000
- Hasim Rahman 2000
- Micky Ward 2000
- Johnny Nelson 2001
- Ricky Hatton 2001–2004
- Georgi Kandelaki 2002
- Eamonn Magee 2005–2006